# Dechen Wangmo
Dechen Wangmo née en 1976 est une femme politique bhoutanaise membre de l' Assemblée nationale du Bhoutan depuis octobre 2018, au titre du  Druk Nyamrup Tshogpa (DNT), l'un des quatre partis politiques enregistrés au Bhoutan à la date du 20 janvier 2013. Dechen Wangmo est ministre de la Santé depuis le novembre 2018,.

## Études
Dechen Wangmo  a obtenu une maîtrise en santé publique (épidémiologie de la santé mondiale) de l'Université Yale, une université privée américaine située à New Haven (Connecticut), l'une des universités les plus prestigieuses des États-Unis.
Dechen Wangmo est par ailleurs titulaire d'un baccalauréat en sciences cardiopulmonaires de la Northeastern University, une université située à Boston (Massachusetts, États-Unis).

## Carrière professionnelle
Dechen Wangmo est la directrice de PIE Solutions. Elle est également la présidente et la membre fondatrice du réseau Lhak-Sam. LHAK-SAM est une association à but non lucratif du Bhoutan, dans laquelle toutes les personnes touchées parc le VIH (PVVIH) ainsi que les membres de leur famille affectés, peuvent trouver des opportunités et des solutions en vue d'une meilleure réinsertion dans la vie professionnelle,.

## Carrière politique
Dechen Wangmo  est membre du  Druk Nyamrup Tshogpa (DNT) du Bhoutan.
Elle a été élue à l'Assemblée nationale du Bhoutan lors des élections de 2018 pour la circonscription de North Thimphu. Elle est élue avec 2 276 voix en battant Lily Wangchuk, une candidate de Druk Phuensum Tshogpa.
Le 3 novembre 2018, Lotay Tshering annonce officiellement la structure de son cabinet et Dechen Wangmo est nommée ministre de la Santé. Le 7 novembre 2018, elle prête serment en tant que ministre de la Santé dans le cabinet du Premier ministre Lotay Tshering.